# Auguste-Marie-Maurice Le Quintrec
Auguste-Marie-Maurice Le Quintrec, francoski general, * 1882, † 1957.